# Ales Michalewitsch

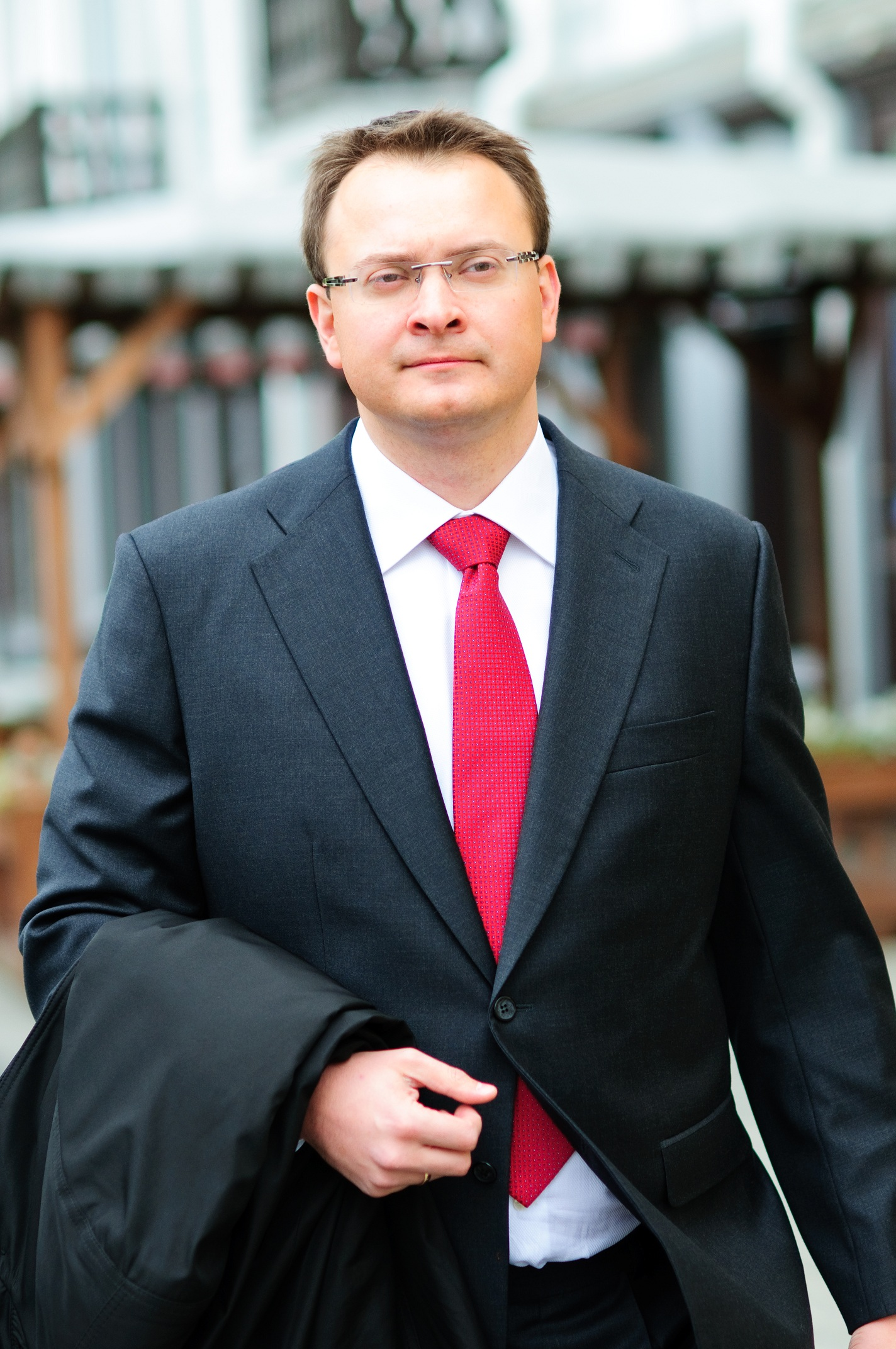
Ales Michalewitsch (2009)

Ales Michalewitsch (belarussisch Алесь Анатольевіч Міхалевіч; * 15. Mai 1975 in Minsk) ist ein belarussischer Politiker, der von Amnesty International als politischer Gefangener eingestuft wurde.

## Leben
Von 2004 bis 2008 war Michalewitsch Vizevorsitzender der liberalkonservativen Partei BNF. Bei der Präsidentschaftswahl in Belarus 2010 trat er als Kandidat an. In der Wahlnacht, am 20. Dezember 2010, wurde Michalewitsch von Mitarbeitern des Geheimdienstes in seiner Wohnung verhaftet und erst am 19. Februar 2011 aus dem Gefängnis entlassen. Auf einer Pressekonferenz im Anschluss an die Freilassung aus der Haft sprach Michalewitsch über die folterähnlichen Haftbedingungen und gab bekannt, dass er seine Freiheit lediglich der Tatsache verdanke, dass er sich gegenüber dem belarussischen KGB zu einer Tätigkeit als Informant verpflichtet habe. Er sei jedoch nur zum Schein hierauf eingegangen und habe von Anfang an vorgehabt, die verlangte IM-Tätigkeit sofort nach seiner Freilassung offenzulegen.
Der belarussische Sicherheitsapparat ließ auf Michalewitschs Aussage hin verlautbaren, er verfüge über Videomitschnitte, die den Oppositionspolitiker dabei zeigten, wie dieser im Gefängnis Informationen über ihm bekannte ausländische Diplomaten weitergebe und im harmonischen Umgang mit den Justizvollzugsbeamten scherze. Michalewitsch selbst wertete diese Behauptung als Teil einer Diffamierungskampagne gegen ihn und bezeichnete sie im Kern als haltlos. Am 4. April 2011 veröffentlichte die Minsker Generalstaatsanwaltschaft tatsächlich einen 7-minütigen Zusammenschnitt verschiedener Verhörsituationen, in dem Michalewitsch dem KGB scheinbar freiwillig seinen potentiellen Nutzen als Informant anpreist. Die gezeigten Bilder suggerieren zwar eine insgesamt entspannte Haftatmosphäre – ihre entgegen den üblichen Gepflogenheiten erfolgte Veröffentlichung lässt jedoch darauf schließen, dass die von Michalewitsch geäußerten Foltervorwürfe dem KGB so substantiell erscheinen, dass man sich der Macht der Bilder zu bedienen versucht, um den Ruf des Oppositionspolitikers zu untergraben.
Am 14. März 2011 teilte Michalewitsch auf seinem Web-Log mit, er sei in den Untergrund gegangen, um sich einer drohenden erneuten Verhaftung durch den belarussischen KGB zu entziehen. Am 18. März 2011 gab das tschechische Außenministerium in einer Pressemitteilung bekannt, dass Michalewitsch um politisches Asyl in der Tschechischen Republik ersucht und bekommen habe. Dennoch ersuchte die Generalstaatsanwaltschaft in Minsk die Behörden in Prag offiziell um die Auslieferung Michalewitschs und beantragte hierfür bei der Interpol einen internationalen Haftbefehl gegen den früheren Präsidentschaftskandidaten.
Anfang September 2015 wurde Michalewitsch beim Versuch mit dem Zug aus Litauen in sein Heimatland einzureisen, von belarussischen Grenzschützern in Haft genommen. Als Grund für seine Rückkehr nannte er die Freilassung der politischen Gefangenen in Belarus und den Wunsch, seine Familie wieder zu sehen. Einige Stunden nach seiner Verhaftung wurde er jedoch gegen Kaution freigelassen mit der Verpflichtung, zum Verhör vor dem Untersuchungsausschuss zu erscheinen.
Im Jahr 2023 wurde Michalewitsch Mitglied im Koordinierungsrat.